# Hämagglutinationshemmtest

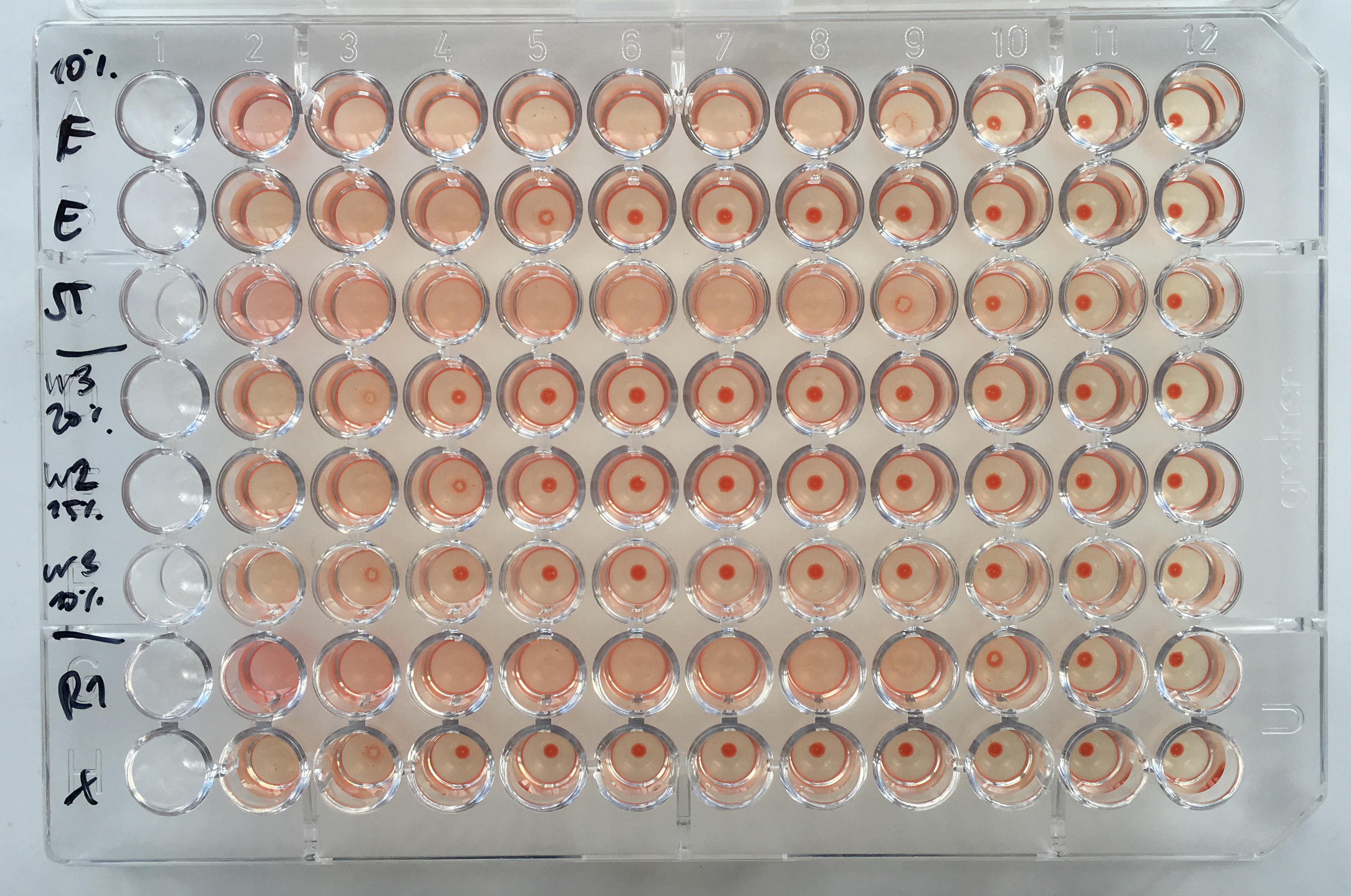
Hämagglutinationshemmtest von verschiedenen Influenza-Proben, von links nach rechts verdünnt

Der Hämagglutinations-Hemm-Test (HHT, HAHT, auch Hirst-Test) beruht darauf, dass die blutverklumpende (hämagglutinierende) Wirkung mancher Viren durch Antikörper, die an die hämagglutinierenden Virusbestandteile binden, gehemmt wird.
Antigene mit hämagglutinierenden Eigenschaften kommen zum Beispiel vor beim Influenza- (durch das Hämagglutinin) und beim Rötelnvirus. Kann das Serum eines Patienten die Hämagglutination durch ein Virus verhindern, ist das ein Hinweis darauf, dass der Patient bei einer Infektion mit einem derartigen Virus spezifische Antikörper gebildet hat.
Der HHT-Titer (auch HAHT-Titer) ist der Kehrwert der höchsten Serumverdünnung, bei der die Hämagglutination noch verhindert wird.